# 米罗斯拉夫·瓦采克
米罗斯拉夫·瓦采克（捷克語：Miroslav Vacek，1935年8月29日—），捷克斯洛伐克共产党领导人之一，捷克斯洛伐克国防部部长。

## 获奖
- 劳动勋章（1989年6月21日）[2]